# Ричардсон, Джейс
Дже́йсон Э́нтони Ри́чардсон II (англ. Jason Anthoney Richardson II; родился 16 октября 2005, Беркли, Калифорния, США) — американский профессиональный баскетболист, выступающий в НБА за команду «Орландо Мэджик». Играет на позициях разыгрывающего и атакующего защитника.

## Ранние годы
Родился в Беркли, Калифорния, однако вырос в Денвере, Колорадо. Играл за старшую школу Бишоп Горман в Лас-Вегасе, Невада. В июле 2023 года вместе со своим братом Джексоном присоединился к школе Кристофер Коламбус в Уэстчестере, Флорида. В октябре 2023 года согласился присоединиться к баскетбольной команде университета штата Мичиган. Весной 2024 года принял участие в игре Jordan Brand Classic.

## Карьера в колледже
4 ноября 2024 года дебютировал за «Мичиган Стэйт» в игре против команды университета Монмут, набрав 10 очков, 2 подбора и 4 передачи. 8 февраля 2025 года в матче против «Орегон Дакс» впервые попал в стартовый состав. В той встрече Джейс также обновил свой личный рекорд результативности, набрав 29 очков. С тех пор Ричардсон стал регулярно выходить в стартовой пятёрке своего колледжа и помог ему одержать победу в регулярном чемпионате конференции Big Ten, а также дойти до стадии четвертьфиналов «Мартовского безумия». В своём единственном сезоне в колледже Джейс набирал в среднем за игру 12,1 очка, 3,3 подбора, 1,9 передачи, реализуя 41,2% своих трёхочковых бросков. Он также попал в третью сборную звёзд и сборную первокурсников конференции Big Ten. 8 апреля 2025 года выставил свою кандидатуру на предстоящий драфт НБА.

## Карьера в НБА
На драфте НБА 2025 года был выбран под общим 25-м номером командой «Орландо Мэджик». 10 июля 2025 года дебютировал в Летней лиге в матче против «Сакраменто Кингз», набрав 14 очков за 22 сыгранные минуты.

## Личная жизнь
Джейсон Ричардсон, отец Джейса, тоже играл за «Мичиган Стэйт», стал чемпионом NCAA в 2000 году, а затем выступал в НБА на протяжении 14 сезонов.

## Статистика

### Статистика в NCAA
| Сезон | Команда       | Conf    | Class | GP | GS | MPG  | FG%  | 3P%  | FT%  | RPG | APG | SPG | BPG | PPG  |
| --- | ------------- | ------- | ----- | -- | -- | ---- | ---- | ---- | ---- | --- | --- | --- | --- | ---- |
| 2024/25 | Мичиган Стэйт | Big Ten | FR    | 36 | 15 | 25,3 | 49,3 | 41,2 | 83,6 | 3,3 | 1,9 | 0,8 | 0,3 | 12,1 |
| Всего | Всего         | Всего   | Всего | 36 | 15 | 25,3 | 49,3 | 41,2 | 83,6 | 3,3 | 1,9 | 0,8 | 0,3 | 12,1 |
| Наведите курсор мыши на аббревиатуры в заголовке таблицы, чтобы прочесть их расшифровку Статистика приведена с сайта sports-reference.com |               |         |       |    |    |      |      |      |      |     |     |     |     |      |